# Lasionycteris noctivagans
Lasionycteris noctivagans (Le Conte, 1831) è un pipistrello della famiglia dei Vespertilionidi, unica specie del genere Lasionycteris (Le Conte, 1831), diffuso nell'America Settentrionale.

## Descrizione

### Dimensioni
Pipistrello di piccole dimensioni, con la lunghezza totale tra 92 e 115 mm, la lunghezza dell'avambraccio tra 37 e 44 mm, la lunghezza della coda tra 35 e 45 mm, un'apertura alare fino a 31 cm e un peso fino a 11 g.

### Caratteristiche craniche e dentarie
Il cranio è appiattito e con un rostro largo. La regione inter-orbitale è ampia. La parte superiore del rostro ha una concavità su ogni lato tra la regione lacrimale e le narici. Gli incisivi superiori interni sono bicuspidati, mentre quelli più esterni sono semplici.
Sono caratterizzati dalla seguente formula dentaria:

### Aspetto
La pelliccia è lunga e densa. Il colore generale del corpo è nero brizzolato, dovuto all'estremità argentata dei singoli peli. Il muso è corto e largo, gli occhi sono piccoli. Le orecchie sono corte, triangolari con l'estremità smussata, ben separate tra loro e prive di peli, con un trago largo e corto, con la punta smussata e piegato in avanti. Le membrane alari sono nerastre. La coda è lunga ed inclusa completamente nell'ampio uropatagio, il quale è ricoperto densamente di peli fino all'altezza delle ginocchia. Il calcar non è carenato. Il cariotipo è 2n=20 FNa=28.

## Biologia

### Comportamento
Si rifugia dietro le cortecce staccate e nelle fessure degli alberi, nei nidi abbandonati di uccelli e più raramente in edifici. Gli adulti sono solitari, occasionalmente si aggregano in piccoli gruppi. Durante l'estate i sessi tendono a separarsi e formare distinte colonie. In tarda estate e in autunno si riuniscono per migrare nelle parti più meridionale del loro areale. Tuttavia sono stati osservati anche esemplari in ibernazione, in particolare nelle regioni più settentrionali.

### Alimentazione
Si nutre prevalentemente di mosche, scarafaggi e falene. Ha una strategia di predazione a breve raggio, sorvolando specchi e corsi d'acqua. Cattura le prede in prossimità o direttamente al suolo.

### Riproduzione
Le femmine danno alla luce due piccoli alla volta tra giugno e i primi di luglio, dopo una gestazione tra 50 e 60 giorni. Gli accoppiamenti avvengono in autunno, seguiti da un deposito spermatico nelle femmine attraverso tutto l'inverno. Durante il parto solitamente si posizionano a testa all'insù, con l'uropatagio ripiegato a formare un cesto nel quale il nascituro cade appena lasciato l'utero. L'aspettativa di vita in natura è di circa 12 anni.

## Distribuzione e habitat
Questa specie è diffusa nell'America Settentrionale dal Canada meridionale e Alaska sud-orientale, attraverso tutti gli Stati Uniti d'America fino al Messico nord-orientale e Bermuda.
Vive in boschi temperati vicino a fonti d'acqua.